# Амвросий (Полянский)
Епископ Амвро́сий (в миру Алекса́ндр Алексе́евич Поля́нский; 12 ноября 1878, село Пителино, Елатомский уезд, Тамбовская губерния — 20 декабря 1932, деревня Сузак, КазАССР) — епископ Русской православной церкви, епископ Каменец-Подольский и Брацлавский.
Причислен к лику святых Русской православной церкви в августе 2000 года.

## Биография
Родился 12 ноября 1878 года в селе Пителино Елатомского уезда Тамбовской губернии (ныне Рязанская область) в семье священника из древнего священнического рода.
Окончил церковно-приходскую школу в родном селе. В 1887 году поступил в Шацкое духовное училище Тамбовской губернии. В 1899 году окончил Тамбовскую духовную семинарию, в том же году поступил в Казанскую духовную академию. В 1901 году пострижен в монашество, был рукоположён в сан иеродиакона, а в 1902 году — в сан иеромонаха. В 1903 году окончил Казанскую духовную академию со степенью кандидата богословия за диссертацию «Учение о Царстве Божием по сочинению блаженного Августина „О Граде Божием“».
После окончания духовной академии был назначен преподавателем в Киевскую духовную семинарию и определён в число братии Киево-Печерской лавры в звании соборного иеромонаха. В 1906 году назначен ректором Киевской духовной семинарии с возведением в сан архимандрита. Ему удалось быстро восстановить порядок в этом учебном заведении, нарушенный революционными событиями. Был постоянным членом общества вспомоществования нуждающимся воспитанникам Киево-Подольского училища и председателем совета Петропавловского попечительства о малоимущих воспитанниках Киевской духовной семинарии.

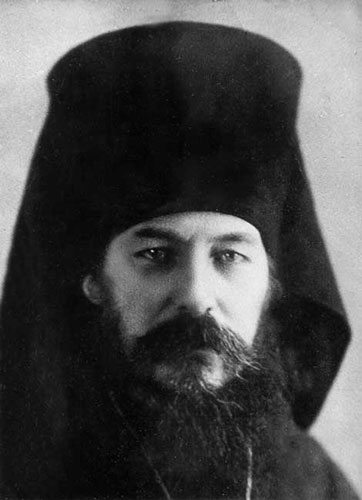

22 октября 1918 года хиротонисан во епископа Винницкого, викария Каменец-Подольской епархии.
После возникновения обновленческого раскола архиепископ Подольский Пимен (Пегов) признал обновленческое Высшее церковное управление и предложил епископу Амвросию сделать то же самое, но Амвросий категорически отказался и стал временным управляющим Каменец-Подольской епархии. Вместе с викарным епископом Валерианом (Рудичем) решительно выступил против обновленческого движения. В результате оба епископа в 1923 года были арестованы. Амвросий был выслан в город Винницу. Вторично был арестован в Виннице в том же 1923 году за «укрывательство шести офицеров и рукоположение их в священники». Был выслан в Харьков, а в 1924 году — за пределы Украинской ССР, в Москву. В результате Подольская епархия была совершенно разгромлена обновленцами при поддержке советских властей: в Виннице, например, не осталось ни одного православного храма.
В сентябре 1923 года на совещании архиереев в Донском монастыре резко выступил против примирения с обновленцами — эта позиция была принята большинством епископата. В Москве жил в Свято-Даниловом монастыре. Служил в различных храмах Москвы, много проповедовал. Рукополагал во священники бывших офицеров царской армии.
В 1924 году снова подвергся аресту и находился в заключении 10 дней. 12 апреля 1925 года принимал участие в погребении патриарха Тихона. Подписал акт о передаче высшей церковной власти митрополиту Крутицкому Петру (Полянскому). В 1925 году назначен управляющим Каменец-Подольской епархией, но выехать к месту служения не успел, так как в конце ноября 1925-го был арестован вместе с другими архиереями — соратниками Патриаршего местоблюстителя митрополита Петра (Полянского). Во время следствия содержался в Бутырской тюрьме.
21 мая 1926 года Особым совещанием при Коллегии ОГПУ СССР епископ был приговорён к трём годам концлагерей по следующему обвинению: «являлся деятельным участником церковно-монархической группы, поставившей себе целью использование церкви в целях нанесения ущерба соввласти, путём концентрации антисоветского элемента» (ст. 62, 68 Уголовного кодекса РСФСР). Вместе с архиепископом Херсонским Прокопием (Титовым) был отправлен в Соловецкий лагерь особого назначения (СЛОН). В июле 1926 года принимал участие в составлении «Памятной записки соловецких епископов» к правительству СССР.
30 ноября 1928 года выслан в Уральскую область. В ссылке жил вместе с архиепископом Прокопием (Титовым), с которым ранее отбывал заключение на Соловках. В апреле 1929 года оба архиерея были на полтора месяца заключены в Тобольскую тюрьму. Затем отбывали ссылку в городе Обдорске. При этом они оказались недалеко от места ссылки Патриаршего местоблюстителя митрополита Петра (Полянского). Незначительная переписка между ними и Местоблюстителем была. На это указывал в своем письме митрополиту Сергию митрополит Петр в феврале 1930 года: «Не скрою, что как только они прибыли в Обдорск, почтили меня общим письмом; но последнее состояло исключительно из одних приветствий. Затем, около уже года, ничего о них не слышу». То же самое подтвердил во время допроса в июле 1931 года и архиепископ Прокопий: «Переписка с митрополитом Петром, который отбывал ссылку в Хэ, у меня была, но она носила узкий характер — только празднично-поздравительный, где вопросов о внутрицерковном состоянии мы не касались».
В 1929—1931 владыка Амвросий находился в селе Шурышкары, вёл просветительскую деятельность у зырян и остяков.
5 июля 1931 года был возвращён в Обдорск, где 30 июля был вновь арестован вместе с Прокопием. Архиереи были обвинены в переписке с находившимся в ссылке митрополитом Петром (Полянским). Кроме того, причиной их нового ареста стал отказ идти на компромиссы с советской властью.
14 декабря 1931 года архиепископ Прокопий и епископ Амвросий были приговорены к ссылке в Казахскую АССР на три года. В сентябре 1932 года Амвросий был отправлен в ссылку в деревню Сузак. Путь ссыльного проходил через пустыню и горные дороги, его сильно обожгло солнце. По прибытии к месту ссылки он был помещён в больницу, где через неделю скончался.

## Канонизация и почитание

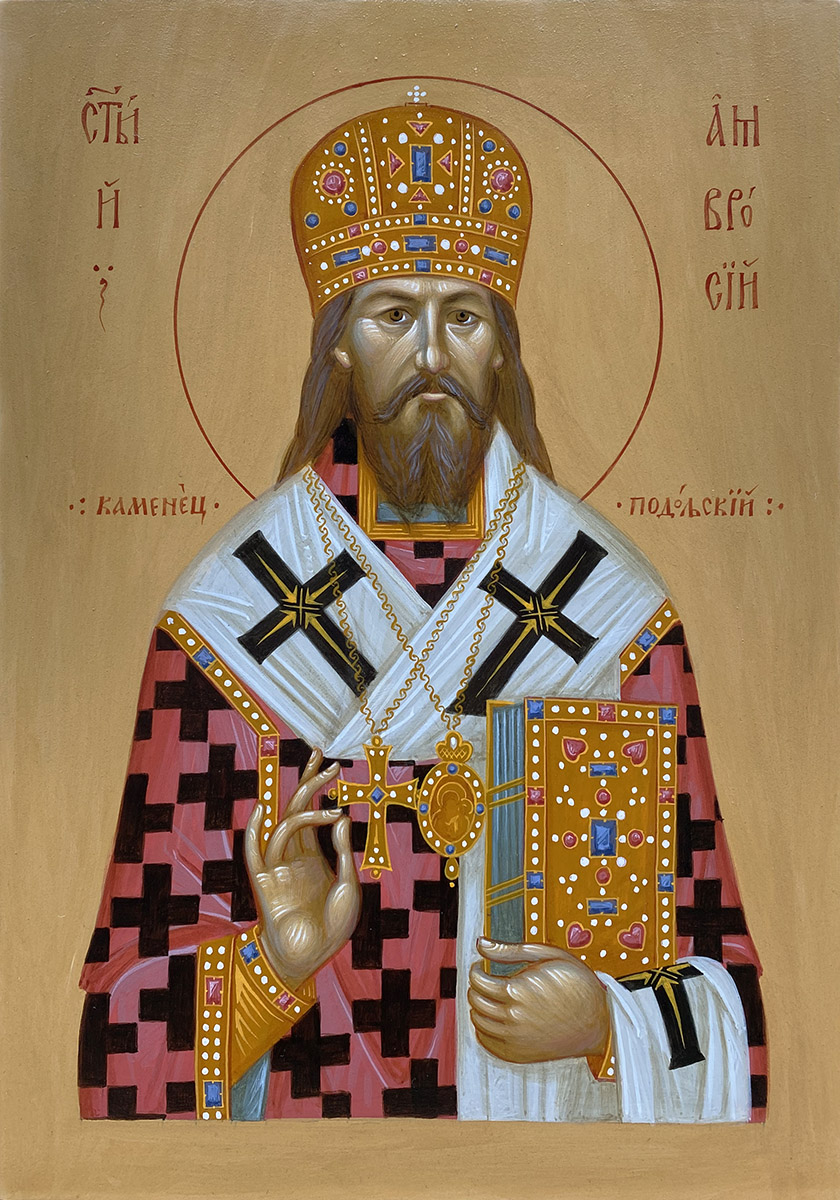
Сщисп. Амвросий Каменец-Подольский. Икона, Преображенский В., Мукачево, 2022

На юбилейном Архиерейском соборе Русской православной церкви в августе 2000 года был причислен к лику святых Новомучеников и Исповедников Российских.
27 декабря 2010 года в Киевской духовной академии протоиерей Сергий Причишин защитил кандидатскую диссертацию на тему «Богословский труд и жизненный подвиг священноисповедника епископа Амвросия (Полянского) в свете православного учения о Церкви». На сей день данное сочинение является наиболее полным жизнеописанием святителя-исповедника.
1 апреля 2015 года по благословению Священного Синода Украинской Православной Церкви (журнал №15) во главе с Блаженнейшим Митрополитом Киевским и всея Украины Онуфрием было установлено празднование  Собора Святых Винницкой земли, куда среди прочих 15 подвижников, жизнь и подвиг которых связаны с Виннитчиной, был причислен и Святитель Амвросий (Полянский), еп. Каменец-Подольский, исповедник (+ 1932,).